# Храм Магабодгі
24°41′ пн. ш. 85°2′ сх. д. / 24.683° пн. ш. 85.033° сх. д.
Храм Магабодгі (гінді महाबोधि विहार, трансліт. Магабодгі Віuар, дос. «Храм Великого пробудження (просвітлення)») — буддистський храм у місті Бодх-Ґая, збудований на тому місці, де принц Ґаутама досяг просвітлення («бодгі») і став Буддою. Бодх-Ґая розташоване в північно-центральному індійському штаті Біхар, за 96 кілометрів від міста Патни. До храмового комплексу Магабодгі також входить священне дерево Бодхі, вирощене з насіння дерева, що, у свою чергу, вирощене було з насіння оригінального дерева Бодхі, під яким Будда досяг просвітлення.
2002 року храм Магабодгі отримав статус об'єкта Світової спадщини ЮНЕСКО.